# پل شکسته (اسدآباد)
پل شکسته (اسدآباد)، روستایی از توابع بخش مرکزی شهرستان اسدآباد در استان همدان ایران است.

## مردم
مردم این روستا لر هستند و به زبان لری سخن می گویند.

## جمعیت
این روستا در دهستان جلگه قرار دارد و براساس سرشماری مرکز آمار ایران در سال ۱۳۹۵، جمعیت آن ۳۴۸ نفر (۱۱۰خانوار) بوده‌است.